# 鬼仔潭
鬼仔潭是台灣多處地名，其中位在嘉義朴子的鬼仔潭，有水鬼的傳說。

## 傳說
鬼仔潭是朴子溪的水潭，傳說潭中有水鬼，除了討交替，也會到街上買酒，還會請歌仔戲的戲班來演戲，眾人演到疲倦不堪，雞鳴時，卻看見觀眾紛紛逃走，不久聽到跳水聲，最後才知道是在鬼仔潭的岸邊表演。